# Grand Prix Helsinki 2018
Grand Prix Helsinki 2018 – trzecie w kolejności zawody łyżwiarstwa figurowego z cyklu Grand Prix 2018/2019. Zawody rozgrywano od 2 do 4 listopada 2018 roku w hali Helsinki Arena w Helsinkach.
Finlandia została wybrana jako gospodarz zawodów z cyklu Grand Prix po ogłoszeniu decyzji Chińskiego Związku Łyżwiarskiego, który zrezygnował z organizacji zawodów Cup of China.
W konkurencjach jazdy indywidualnej triumfowali mistrzowie olimpijscy 2018 z Pjongczangu, Japończyk Yuzuru Hanyū i Rosjanka Alina Zagitowa. Wśród par sportowych złoto zdobyli Rosjanie Natalja Zabijako i Aleksandr Enbiert, zaś w parach tanecznych wygrali ich rodacy Aleksandra Stiepanowa i Iwan Bukin.

## Terminarz
| Data        | Godzina                     | Konkurencja   | Segment          | Segment |
| ----------- | --------------------------- | ------------- | ---------------- | ------- |
| 2 listopada | 15:00 UTC+02:00 / 14:00 CET | Pary sportowe | Program krótki   | SP      |
| 2 listopada | 16:54 UTC+02:00 / 15:54 CET | Solistki      | Program krótki   | SP      |
| 2 listopada | 18:47 UTC+02:00 / 17:47 CET | Pary taneczne | Taniec rytmiczny | RD      |
| 3 listopada | 12:46 UTC+02:00 / 11:46 CET | Soliści       | Program krótki   | SP      |
| 3 listopada | 14:37 UTC+02:00 / 13:37 CET | Pary sportowe | Program dowolny  | FS      |
| 3 listopada | 17:30 UTC+02:00 / 16:30 CET | Solistki      | Program dowolny  | FS      |
| 3 listopada | 19:40 UTC+02:00 / 18:40 CET | Pary taneczne | Taniec dowolny   | FD      |
| 4 listopada | 14:00 UTC+02:00 / 13:00 CET | Soliści       | Program dowolny  | FS      |

## Wyniki

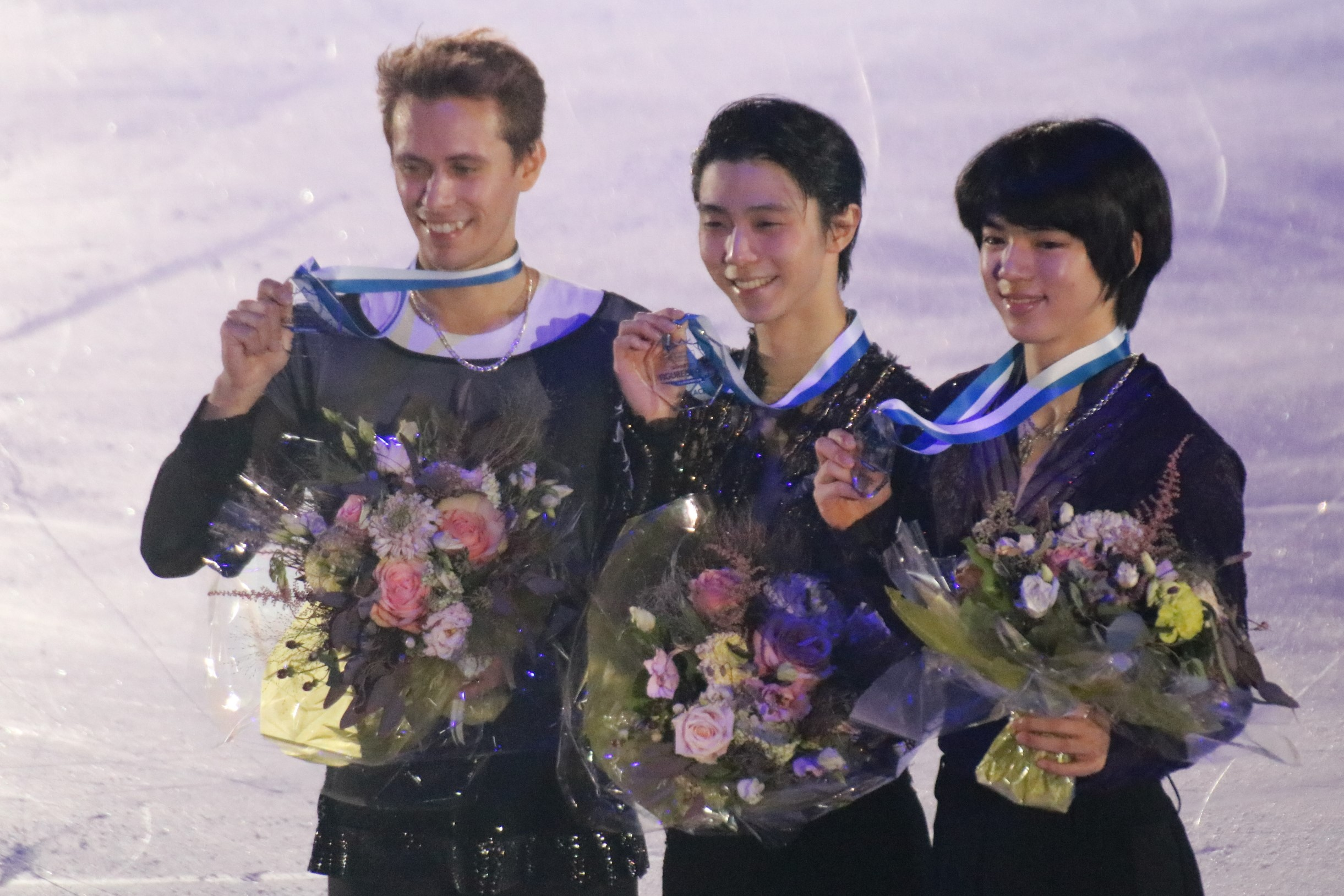
Medaliści w konkurencji solistów, od lewej Michal Březina (CZE), Yuzuru Hanyū (JPN), Cha Jun-hwan (KOR)

### Soliści
| Poz. | Zawodnik          | Nota łączna | SP | SP     | FS | FS     |
| ---- | ----------------- | ----------- | -- | ------ | -- | ------ |
| 1    | Yuzuru Hanyū      | 297,12      | 1  | 106,69 | 1  | 190,43 |
| 2    | Michal Březina    | 257,98      | 2  | 93,31  | 2  | 164,67 |
| 3    | Cha Jun-hwan      | 243,19      | 4  | 82,82  | 3  | 160,37 |
| 4    | Michaił Kolada    | 238,79      | 6  | 81,76  | 4  | 157,03 |
| 5    | Jin Boyang        | 227,28      | 3  | 85,97  | 5  | 141,31 |
| 6    | Andriej Łazukin   | 218,22      | 5  | 82,54  | 7  | 135,68 |
| 7    | Alexei Krasnozhon | 211,03      | 8  | 74,05  | 6  | 136,98 |
| 8    | Keiji Tanaka      | 206,82      | 7  | 80,60  | 9  | 126,22 |
| 9    | Alexei Bychenko   | 202,33      | 9  | 73,44  | 8  | 128,89 |
| 10   | Phillip Harris    | 182,66      | 10 | 58,99  | 10 | 123,67 |
| 11   | Valtter Virtanen  | 154,74      | 11 | 48,16  | 11 | 106,58 |

### Solistki

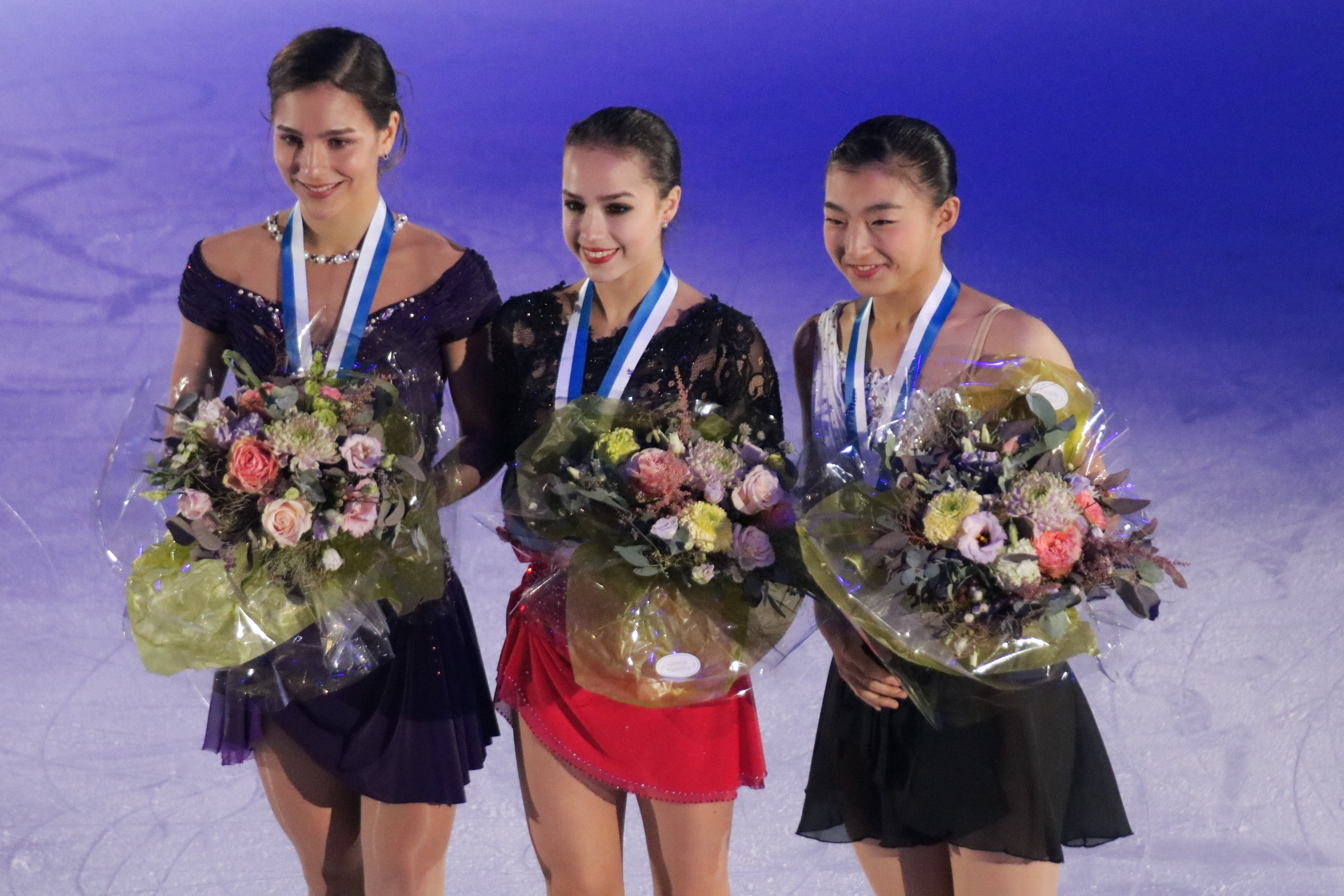
Medalistki w konkurencji solistek, od lewej Stanisława Konstantinowa (RUS), Alina Zagitowa (RUS), Kaori Sakamoto (JPN)

| Poz. | Zawodniczka              | Nota łączna | SP | SP    | FS | FS     |
| ---- | ------------------------ | ----------- | -- | ----- | -- | ------ |
| 1    | Alina Zagitowa           | 215,29      | 1  | 68,90 | 1  | 146,39 |
| 2    | Stanisława Konstantinowa | 197,57      | 4  | 62,56 | 3  | 135,01 |
| 3    | Kaori Sakamoto           | 197,42      | 7  | 57,26 | 2  | 140,16 |
| 4    | Yuna Shiraiwa            | 191,46      | 2  | 63,77 | 5  | 127,69 |
| 5    | Loena Hendrickx          | 191,22      | 3  | 63,17 | 4  | 128,05 |
| 6    | Darja Panienkowa         | 161,48      | 6  | 58,23 | 9  | 103,25 |
| 7    | Kim Ha-nul               | 160,15      | 8  | 55,38 | 8  | 104,77 |
| 8    | Viveca Lindfors          | 159,62      | 10 | 52,95 | 6  | 106,67 |
| 9    | Emmi Peltonen            | 158,72      | 5  | 59,90 | 10 | 98,82  |
| 10   | Rika Hongo               | 156,59      | 11 | 51,11 | 7  | 105,48 |
| 11   | Angela Wang              | 149,57      | 9  | 53,76 | 11 | 95,81  |

### Pary sportowe

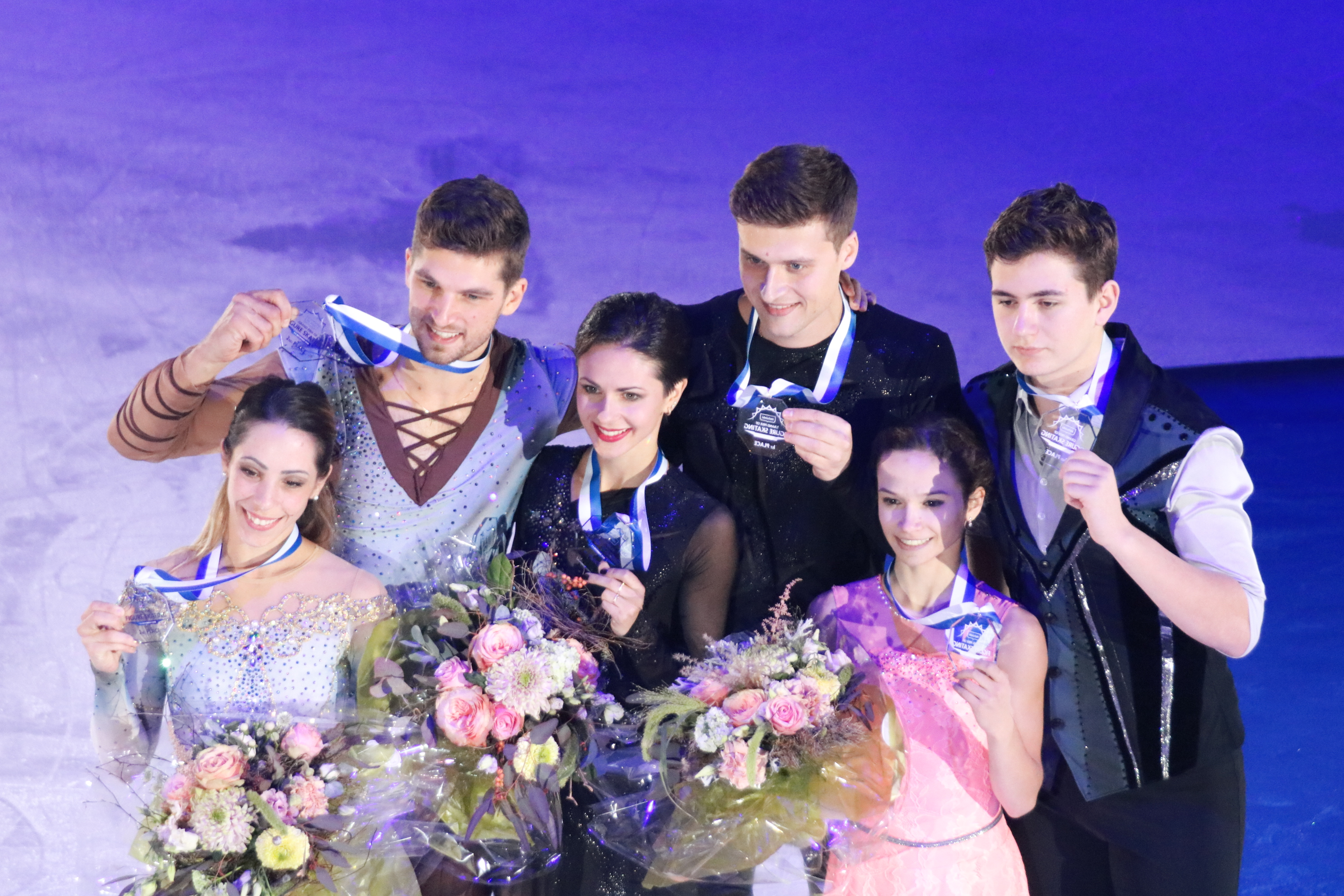
Medaliści w parach sportowych, od lewej Della Monica / Guarise (ITA), Zabijako / Enbiert (RUS), Pawluczenko / Chodykin (RUS)

| Poz. | Zawodnicy                                   | Nota łączna | SP | SP    | FS | FS     |
| ---- | ------------------------------------------- | ----------- | -- | ----- | -- | ------ |
| 1    | Natalja Zabijako / Aleksandr Enbiert        | 198,51      | 2  | 67,59 | 1  | 130,92 |
| 2    | Nicole Della Monica / Matteo Guarise        | 185,77      | 1  | 68,18 | 3  | 117,59 |
| 3    | Darja Pawluczenko / Dienis Chodykin         | 185,61      | 3  | 63,80 | 2  | 121,81 |
| 4    | Miriam Ziegler / Severin Kiefer             | 174,81      | 4  | 62,69 | 5  | 112,12 |
| 5    | Tae Ok Ryom / Ju Sik Kim                    | 174,24      | 5  | 56,87 | 4  | 117,37 |
| 6    | Deanna Stellato-Duduek / Nathan Bartholomay | 159,21      | 6  | 56,44 | 6  | 102,77 |
| 7    | Laura Barqero / Aritz Maestu                | 149,54      | 7  | 50,91 | 8  | 98,63  |
| 8    | Miu Suzaki / Ryuichi Kihara                 | 145,65      | 8  | 46,22 | 7  | 99,43  |

### Pary taneczne

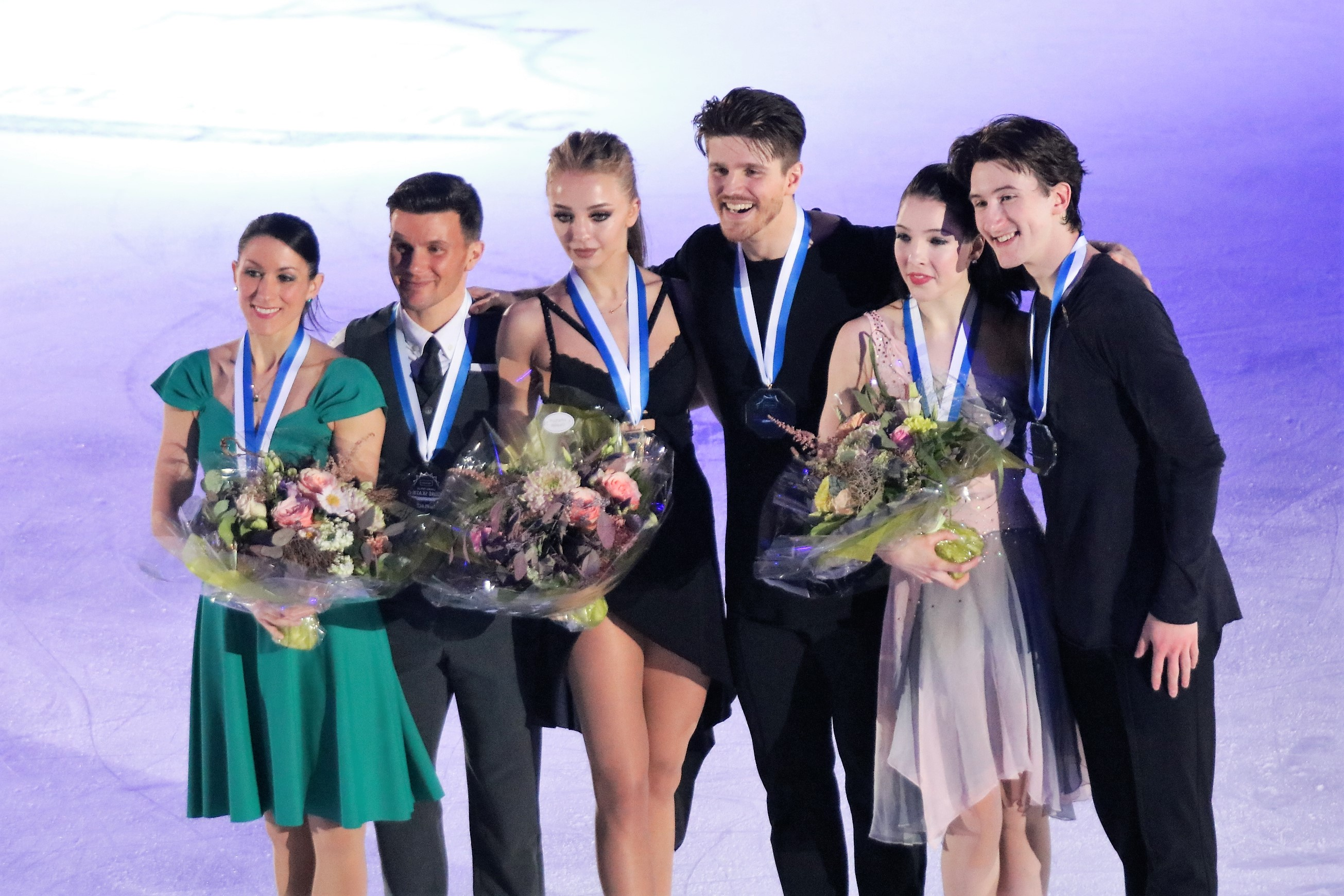
Medaliści w parach tanecznych, od lewej Guignard / Fabbri (ITA), Stiepanowa / Bukin (RUS), McNamara / Carpenter (USA)

| Poz. | Zawodnicy                                | Nota łączna | RD | RD    | FD | FD     |
| ---- | ---------------------------------------- | ----------- | -- | ----- | -- | ------ |
| 1    | Aleksandra Stiepanowa / Iwan Bukin       | 200,09      | 1  | 78,18 | 1  | 121,91 |
| 2    | Charlène Guignard / Marco Fabbri         | 196,29      | 2  | 77,36 | 2  | 118,93 |
| 3    | Lorraine McNamara / Quinn Carpenter      | 176,66      | 3  | 71,40 | 4  | 105,26 |
| 4    | Sara Hurtado / Kiriłł Chalawin           | 172,09      | 5  | 66,25 | 3  | 105,84 |
| 5    | Christina Carreira / Anthony Ponomarenko | 167,28      | 4  | 66,93 | 5  | 100,35 |
| 6    | Juulia Turkkila / Matthias Versluis      | 160,62      | 6  | 63,06 | 6  | 97,56  |
| 7    | Bietina Popowa / Siergiej Mozgow         | 157,56      | 7  | 62,35 | 8  | 95,21  |
| 8    | Jasmine Tessari / Francesco Fioretti     | 153,89      | 8  | 58,48 | 7  | 95,41  |
| 9    | Shari Koch / Christian Nüchtern          | 143,62      | 9  | 56,71 | 10 | 86,91  |
| 10   | Katharina Müller / Tim Dieck             | 143,59      | 10 | 56,59 | 9  | 87,00  |